# آب‌انبارهای رومه
آب‌انبارهای رومه مربوط به دوره قاجار است و در شهرستان نهبندان، بخش شوسف، روستای رومه واقع شده و این اثر در تاریخ ۷ مهر ۱۳۸۱ با شمارهٔ ثبت ۶۳۷۳ به‌عنوان یکی از آثار ملی ایران به ثبت رسیده است.